# Francisco Guterres

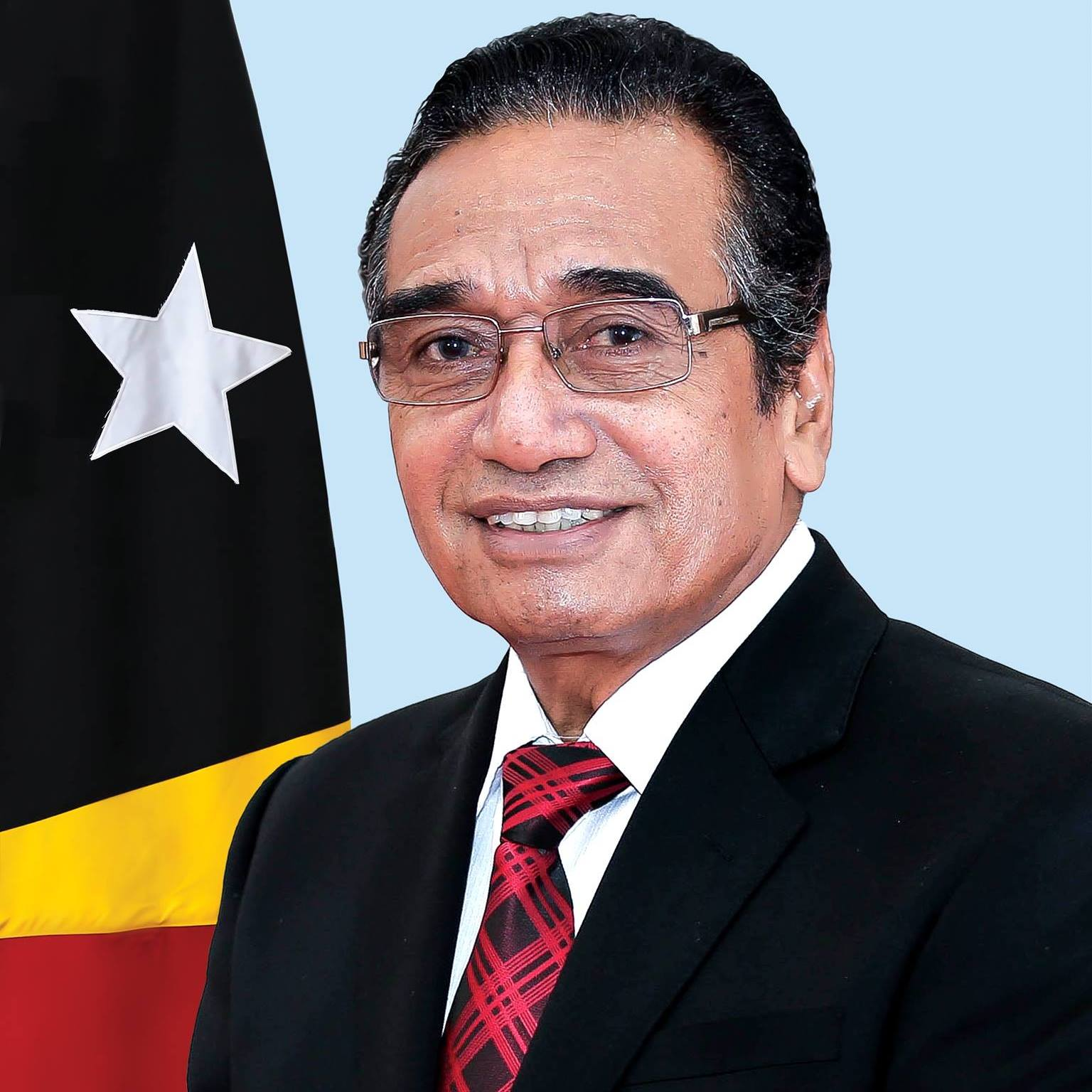
Francisco Guterres (2017)

Francisco Guterres (* 7. September 1954 in Ossu, Gemeinde Viqueque, Portugiesisch-Timor), Kampfname Lú-Olo (deutsch für Taube), ist ein osttimoresischer Politiker. Von 2001 bis 2012 war er Mitglied des Nationalparlaments. Am 20. Mai 2017 wurde Guterres um Mitternacht zum neuen Staatspräsidenten Osttimors vereidigt. Er hatte das Amt inne bis zum 20. Mai 2022.

## Werdegang
Guterres besuchte von 1963 bis 1969 die St. Terezinha Schule der Salesianer Don Boscos in Ossu. 1969 wechselte er an das Gymnasium von Dili. 1973 kam er für ein Jahr zurück nach Ossu als Betreuer seiner ehemaligen Schule. 1974 setzte er sein Studium in Dili fort.

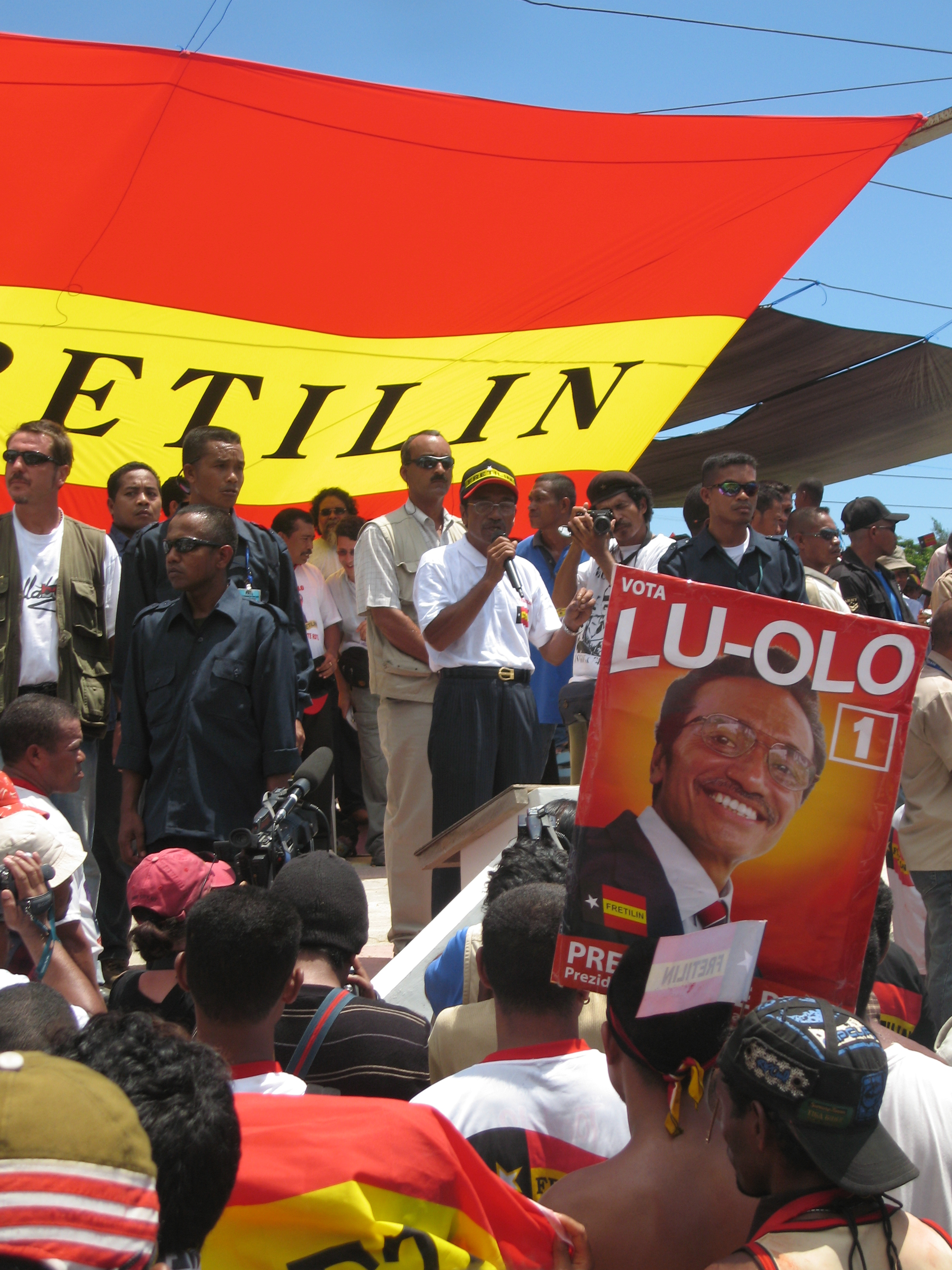
Guterres bei einem Wahlkampfauftritt 2007

Guterres trat 1974 der Unabhängigkeitsbewegung Associação Social Democrática Timorense ASDT, der späteren FRETILIN bei. Als die Indonesier im Dezember desselben Jahres in Osttimor einmarschierten, schloss sich Guterres dem bewaffneten Widerstand an und kämpfte zunächst in Ossu unter dem Kommando von Lino Olokassa. Bis 1999 übernahm Guterres verschiedene Posten und Kommandos für die FRETILIN und deren militärischen Arm FALINTIL. 1976 wurde er nach der Gefangennahme von Francisco da Silva sein Nachfolger als FRETILIN-Sekretär für die östliche Küstenregion in Matebian, 1978 delegierter Kommissar für die Region Ponte Leste und 1984 Nationaler Politkommissar. 1987 verließ der Parteivorsitzende Xanana Gusmão die FRETILIN, um politisch neutral den Vorsitz der neuen Dachorganisation aller Unabhängigkeitsparteien Osttimors zu übernehmen, des Conselho Nacional de Resistência Maubere CNRM, dem späteren CNRT. Die FALINTIL wurde dem CNRM unterstellt und die Führung in der FRETILIN übernahm 1988 ein Direktivkomitee. Guterres wurde einer von drei Stellvertretern von Ma'huno Bulerek Karathayano, dem Sekretär des Direktivkomitees der FRETILIN (CDF). Nach dem Tod von Nino Konis Santana 1998 übernahm Guterres den Sekretärsposten im CDF. Nach dem Rücktritt des indonesischen Diktators Suharto bestimmte ein FRETILIN-Kongress in Sydney im August Guterres zum Generalkoordinator des Präsidialrates der FRETILIN, der den CDF ersetzte. Guterres hatte nun das höchste Amt in der Partei inne. Im CNRT übernahm Guterres 1998 die Ämter als Sekretär für politische Angelegenheiten und Mitglied im Nationalen Politischen Rat und Politisch-Militärischen Rat. Anfang 1999 versteckte sich Guterres in einem Haus der FRETILIN in Dili. Da die indonesische Armee sehr aktiv war, ging er dann aber nach Uai-Mori. Nach dem Unabhängigkeitsreferendum in Osttimor 1999, bei dem Guterres in Liaruca seine Stimme abgab, ging Guterres in das Sammellager für FALINTIL-Kämpfer erst in Remexio, dann in Aileu, wo er bis zum Abzug der Indonesier blieb.

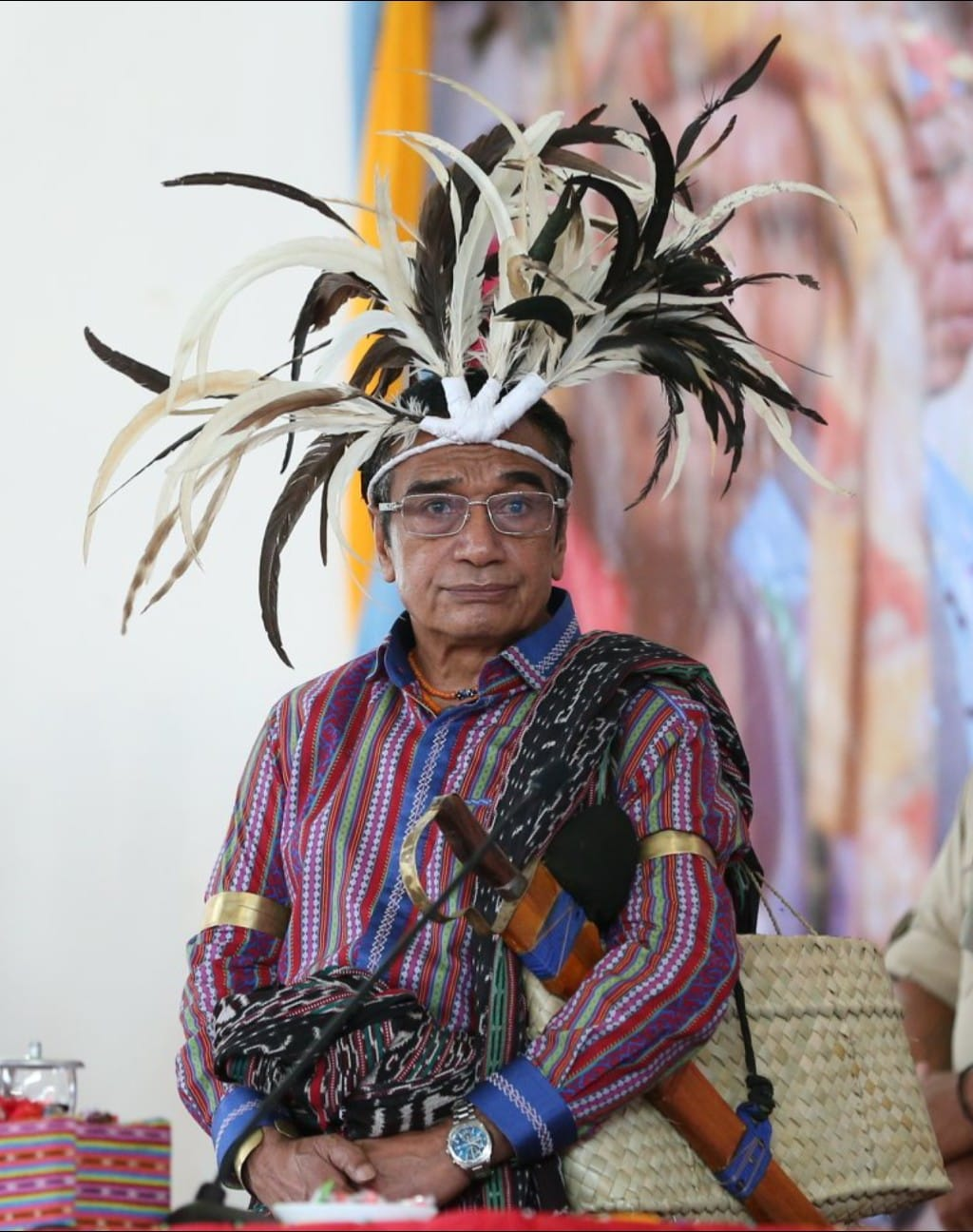
Mit traditionellem Kopfschmuck (2020)

Nachdem der Weg zur Unabhängigkeit frei war, organisierte Guterres den Wiederaufbau der FRETILIN zu einer demokratischen Partei. Im Mai 2000 übernahm er den Vorsitz der Nationalkonferenz der FRETILIN und am 15. Juli 2001 wurde er mit 89 % zum Vorsitzenden der Partei gewählt (Wiederwahl Mai 2006 und 20. August 2011), zwei Monate später, zum Vorsitzenden der Konstituierenden Versammlung Osttimors. Nach der endgültigen Unabhängigkeit des Landes am 20. Mai 2002, bei der um Mitternacht Guterres die Deklaration der Wiederherstellung der Demokratischen Republik Osttimor verlas, wandelte sich diese in das Nationalparlament um, und Guterres wurde zum Parlamentspräsidenten gewählt. Dieses Amt hatte er bis zur ersten Sitzung des neuen Parlaments nach den Wahlen vom 30. Juni 2007 inne. Sein Nachfolger wurde Fernando de Araújo von der Partido Democrático. 2007 und 2012 kandidierte Guterres erneut für das Nationalparlament Osttimors auf dem ersten Listenplatz der FRETILIN. Trotz seines Einzugs in das Parlament, trat er den Abgeordnetensitz nicht an.
Bei den Wahlen zum Staatspräsidenten am 9. April 2007 trat Guterres für die FRETILIN an. Beim ersten Wahlgang konnte er mit 27,89 % die meisten Stimmen auf sich vereinen. Bei der Stichwahl am 9. Mai verlor er jedoch gegen den bisherigen Premierminister José Ramos-Horta mit 31 % gegen 69 % der Stimmen. Bei den Präsidentschaftswahlen 2012 am 17. März trat Guterres erneut als Kandidat der FRETILIN an und belegte erneut den ersten Platz, ohne mit 28,76 % die absolute Mehrheit zu erreichen. In der Stichwahl trat Guterres am 16. April gegen den zweitplatzierten Taur Matan Ruak an, verlor diese aber deutlich.
Ab 2005 studierte Guterres Jura im Rahmen eines Programms der Stiftung der Portugiesischen Universitäten (FUP) und an der Universidade Nasionál Timór Lorosa'e (UNTL). Seine Zulassung als Rechtsanwalt erhielt er am 24. April 2012.

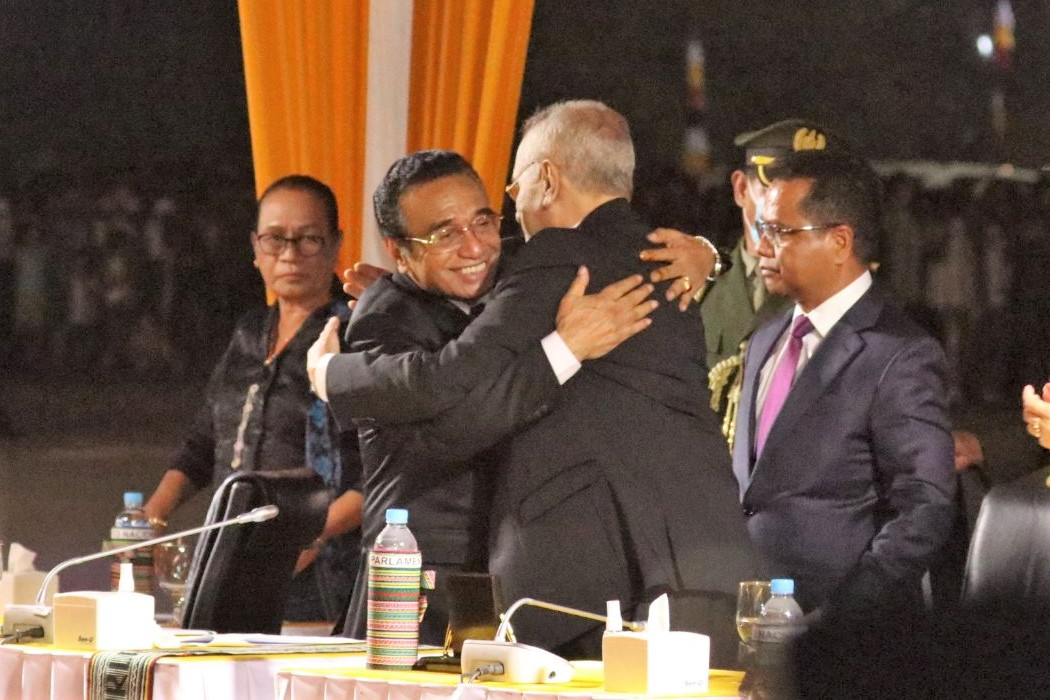
Amtsübergabe von Francisco Guterres an José Ramos-Horta (2022)

2017 trat Guterres zum dritten Mal zu den Präsidentschaftswahlen an. Diesmal war er erfolgreich. Gleich in der ersten Runde am 20. März gewann er mit 57,08 % die absolute Mehrheit der Stimmen. Am 20. Mai 2017 löste er Taur Matan Ruak als Präsident Osttimors ab. Als die FRETILIN mit ihrer 2017 gebildeten Minderheitsregierung beim Versuch einen Haushalt durch das Parlament zu bringen scheiterte, löste Guterres 2018 das Parlament auf und rief vorgezogene Neuwahlen aus. Das Oppositionsbündnis Aliança da Maioria Parlamentar (deutsch Allianz der Parlamentsmehrheit, AMP) erhielt dabei die Mehrheit im Parlament. Der AMP gehörten Congresso Nacional da Reconstrução Timorense (CNRT), Partidu Libertasaun Popular (PLP) und KHUNTO an. Die PLP stellte mit Taur Matan Ruak den neuen Premierminister, während Xanana Gusmão, als Führer der stärksten Partei im Bündnis, sich mit einem Ministeramt begnügen wollte. Als aber Guterres mehrere Ministeranwärter des CNRT ablehnte, kam es in der Koalition zum Bruch. Gusmãos Versuch eine Koalition ohne die PLP zu schmieden scheiterte. Stattdessen bildeten PLP und KHUNTO nun mit der FRETILIN ein neues Bündnis. Bei den Präsidentschaftswahlen 2022 stellte der CNRT José Ramos-Horta als Kandidaten auf. In der zweiten Runde unterstützten zwar alle drei Parteien des Bündnis Guterres, doch hatte er auch innerhalb seiner FRETILIN Unterstützung verloren. In der ersten Runde hatte Lere Anan Timur ihm aus seiner Wählerschaft große Teile abgenommen. In Lautém wurde Lere Anan Timur sogar stärkster Kandidat. Ramos-Horta gewann schließlich die Stichwahl mit 62,1 % und wurde zu seiner zweiten Amtszeit am 20. Mai 2022 vereidigt.
Beim Parteikongress im September 2022 forderte eine Gruppe Guterres und Generalsekretär Marí Alkatiri als Parteiführer heraus. José Agostinho Sequeira Somotxo trat für das Amt des Parteipräsidenten an und Rui Maria de Araújo wollte neuer Generalsekretär werden. Doch Guterres und Alkatiri lehnten eine Direktwahl durch die Parteimitglieder als zu kostspielig ab und ließen den Kongress abstimmen, nachdem die Prüfungskommission die alternative Liste von Araújo und Somotxo disqualifiziert hatte. Beiden wurde eine zu große Nähe zu Xanana Gusmão vorgeworfen. Die Herausforderer scheiterten und mussten ihre Plätze im Zentralkomitee der Fretilin räumen.
Bei den Parlamentswahlen 2023 erhielt die FRETILIN  mit nur 25,75 % der Stimmen das bisher schlechteste Ergebnis in ihrer Geschichte. Die parteiinterne Opposition forderte daraufhin nach dieser „demütigenden“ Niederlage erneut den Rücktritt von Guterres und Alkatiri. Guterres gewann auf Listenplatz 2 hinter Alkatiri einen Sitz im Nationalparlament. Gleich in der ersten Sitzung verzichtete Guterres wieder auf seinen Sitz im Parlament.

## Familie

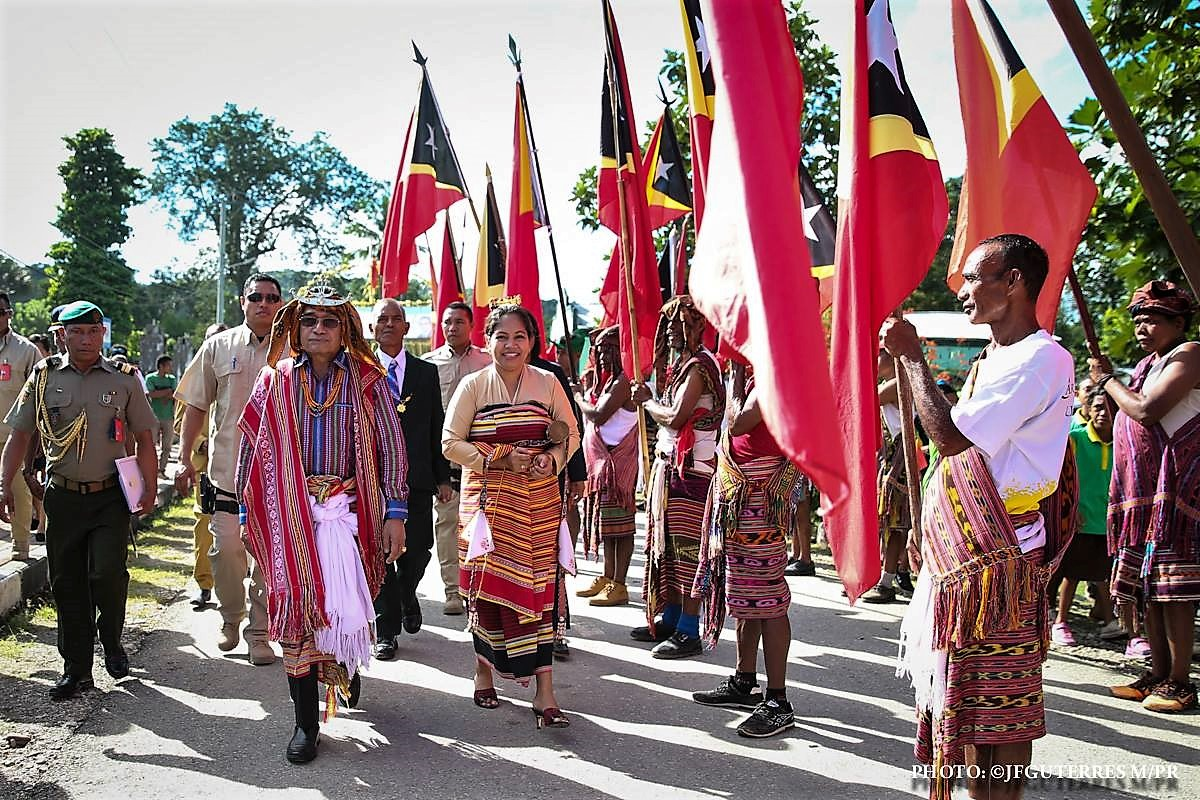
Guterres mit seiner Frau Cidália zu Besuch in Viqueque (2019)

Francisco Guterres ist das sechste von acht Kindern von Felix Guterres und Elda da Costa Guterres. Francisco hat drei Brüder und vier Schwestern.
Guterres erste Frau Clotilde Maria de Fatima (Lou Tik) wurde am 15. November 1981 am Builo durch die Indonesier getötet. Erst nach der Unabhängigkeit Osttimors heiratete Guterres am 4. Mai 2002 in zweiter Ehe seine jetzige Frau Cidália Lopes Nobre Mouzinho Guterres, mit der er drei Söhne und eine Tochter hat.

## Sonstiges
Guterres spricht fließend Portugiesisch, Makasae und Tetum.
Mit dem präsidialen Dekret 56/2006 erhielt Guterres den Ordem da Guerrilha und mit der Verordnung 20/2009 und dem präsidialen Dekret 25/2009 den Ordem de Timor-Leste (Collar). Dem folgte 2012 die Verdienstmedaille des Präsidenten. Am 19. Mai 2022 überreichte Portugals Präsident Guterres das Großkreuz des Orden des Infanten Dom Henrique.